# كريس نيوتن
كريس نيوتن (بالإنجليزية: Chris Newton) مواليد 29 سبتمبر 1973 في ميدلزبرة، إنجلترا، المملكة المتحدة، هو دراج إنجليزي سابق. سبق أن شارك في دورة الألعاب الأولمبية الصيفية وفاز بميدالية أولمبية. حقق أيضا ميدالية في دورة ألعاب الكومنولث.

## الميداليات
| الميدالية | المسابقة                               |
| --------- | -------------------------------------- |
| فضية      | الألعاب الأولمبية الصيفية 2004         |
| برونزية   | الألعاب الأولمبية الصيفية 2000         |
| برونزية   | الألعاب الأولمبية الصيفية 2008         |
| ذهبية     | بطولة العالم للدراجات على المضمار 2002 |
| ذهبية     | بطولة العالم للدراجات على المضمار 2005 |
| فضية      | بطولة العالم للدراجات على المضمار 2000 |
| فضية      | بطولة العالم للدراجات على المضمار 2001 |
| فضية      | بطولة العالم للدراجات على المضمار 2002 |
| فضية      | بطولة العالم للدراجات على المضمار 2004 |
| برونزية   | بطولة العالم للدراجات على المضمار 2009 |
| فضية      | دورة ألعاب الكومنولث 1994              |
| فضية      | دورة ألعاب الكومنولث 2002              |
| برونزية   | دورة ألعاب الكومنولث 2002              |

## روابط خارجية
- كريس نيوتن على موقع الاتحاد الدولي للدراجات (الإنجليزية)
- كريس نيوتن على موقع أرشيف الدراجات (الإنجليزية)
- كريس نيوتن على موقع نسبة الدراجات (الإنجليزية)
- كريس نيوتن على موقع CycleBase (الإنجليزية)
- كريس نيوتن على موقع أوليمبيديا (الإنجليزية)
- كريس نيوتن على موقع اللجنة الأولمبية البريطانية (الإنجليزية)
- كريس نيوتن على موقع دورة ألعاب الكومنولث 2006 (مؤرشف) (الإنجليزية)